# Neil Marshall
Neil Marshall (Newcastle upon Tyne, 1970. május 25. –) angol filmrendező, forgatókönyvíró, filmproducer és vágó.
Filmrendezései közé tartozik a Démoni harcosok (2002) és A barlang (2005) című horrorfilm, továbbá a Végítélet (2008), A kilencedik légió (2010), a Hellboy (2019) és A végső ítélet (2020).
Marshall televíziós rendezőként is aktív: az ő nevéhez fűződik a Trónok harca HBO-fantasysorozat Feketevíz (2012) és A Fal őrzői (2014) című epizódjainak megrendezése. Utóbbival Primetime Emmy-díjra jelölték, mint legjobb rendező (drámasorozat). Rendezett epizódokat a Fekete vitorlák, a Constantine, az Időutazók, a Westworld és a Lost in Space – Elveszve az űrben című sorozatoknak is.

## Filmográfia

### Film
| Év   | Magyar cím         | Eredeti cím                              | Feladatkör | Feladatkör | Feladatkör | Feladatkör |
| Év   | Magyar cím         | Eredeti cím                              | Rendező    | Író        | Producer   | Vágó       |
| ---- | ------------------ | ---------------------------------------- | ---------- | ---------- | ---------- | ---------- |
| 1998 | Az ítélet ideje    | Killing Time                             | Nem        | Igen       | Nem        | Igen       |
| 2002 | Démoni harcosok    | Dog Soldiers                             | Igen       | Igen       | Nem        | Igen       |
| 2005 | A barlang          | The Descent                              | Igen       | Igen       | Nem        | Nem        |
| 2008 | Végítélet          | Doomsday                                 | Igen       | Igen       | Nem        | Igen       |
| 2009 | A barlang 2.       | The Descent Part 2                       | Nem        | Nem        | Vezető     | Nem        |
| 2010 | A kilencedik légió | Centurion                                | Igen       | Igen       | Nem        | Nem        |
| 2013 |                    | Soulmate                                 | Nem        | Nem        | Vezető     | Nem        |
| 2015 |                    | Tales of Halloween ("Bad Seed" szegmens) | Igen       | Igen       | Nem        | Nem        |
| 2016 |                    | Dark Signal                              | Nem        | Nem        | Vezető     | Nem        |
| 2019 | Hellboy            | Hellboy                                  | Igen       | Nem        | Nem        | Nem        |
| 2020 | A végső ítélet     | The Reckoning                            | Igen       | Igen       | Vezető     | Nem        |
| 2022 |                    | The Lair                                 | Igen       | Igen       | Igen       | Igen       |
| 2024 |                    | Duchess                                  | Igen       | Igen       | Igen       | Igen       |

### Televízió
| Év         | Magyar cím                        | Eredeti cím             | Feladatkör | Feladatkör      | Megjegyzések                      |
| Év         | Magyar cím                        | Eredeti cím             | Rendező    | Vezető producer | Megjegyzések                      |
| ---------- | --------------------------------- | ----------------------- | ---------- | --------------- | --------------------------------- |
| 2012, 2014 | Trónok harca                      | Game of Thrones         | Igen       | Nem             | 2 epizód (Feketevíz, A Fal őrzői) |
| 2014       | Fekete vitorlák                   | Black Sails             | Igen       | Nem             | 2 epizód                          |
| 2014       | Constantine                       | Constantine             | Igen       | Nem             | 2 epizód                          |
| 2015       | Hannibal                          | Hannibal                | Igen       | Nem             | 1 epizód                          |
| 2016       |                                   | Poor Richard's Almanack | Igen       | Igen            | próbaepizód                       |
| 2016       | Időutazók                         | Timeless                | Igen       | Igen            | 2 epizód                          |
| 2016       | Westworld                         | Westworld               | Igen       | Nem             | 1 epizód                          |
| 2018       | Lost in Space – Elveszve az űrben | Lost in Space           | Igen       | Igen            | 2 epizód                          |

## Díjak és jelölések
| Év   | Díj                             | Kategória                                  | Jelölt mű    | Eredmény |
| ---- | ------------------------------- | ------------------------------------------ | ------------ | -------- |
| 2006 | British Independent Film Awards | Legjobb filmrendező                        | A barlang    | Elnyerte |
| 2006 | Szaturnusz-díj                  | Legjobb horrorfilm                         | A barlang    | Elnyerte |
| 2013 | Hugo-díj                        | Hugo-díjas forgatókönyvek (rövid formátum) | Trónok harca | Elnyerte |
| 2014 | Primetime Emmy-díj              | legjobb rendező (drámasorozat)             | Trónok harca | Jelölve  |
| 2020 | Arany Málna díj                 | Legrosszabb rendező                        | Hellboy      | Jelölve  |

## Fordítás
- Ez a szócikk részben vagy egészben  a   Neil Marshall című angol Wikipédia-szócikk fordításán alapul.  Az eredeti cikk szerkesztőit annak laptörténete sorolja fel. Ez a jelzés csupán a megfogalmazás eredetét és a szerzői jogokat jelzi, nem szolgál a cikkben szereplő információk forrásmegjelöléseként.